# Debbie Belkin
Debbie Belkin Rademacher (* 27. Mai 1966) ist eine ehemalige US-amerikanische Fußballspielerin.

## Karriere

### College
Von 1985 bis 1991 spielte sie im College-Team UMass.

### Nationalmannschaft
Bei der US-amerikanischen Nationalmannschaft hatte sie ab dem Jahr 1986 erste Einsätze. Danach wurde sie in den Kader bei der Weltmeisterschaft 1991 berufen und wurde hier in dem Gruppenspiel gegen Brasilien, als auch in dem Viertelfinale gegen Taiwan jeweils eingewechselt. Am Ende gewann sie mit ihrem Team dann den ersten offiziellen Weltmeistertitel.

### Trainer
Ihr Trainerkarriere begann bei Tufts Jumbos als Co-Trainerin, wo sie bereits noch in ihrer aktiven Zeit als Spielerin in der Nationalmannschaft von 1988 bis 1989 aktiv war. Danach führte sie diesen Job bis 1991 bei den New Hampshire Wildcats aus. Ab 1992 bis 1993 war sie dann Cheftrainerin bei Fairfield Stags sowie von 1994 bis 2007 bei den Michigan Wolverines im Amt.